# Mordet på Jesse James af kujonen Robert Ford
Mordet på Jesse James af kujonen Robert Ford (originaltitel The Assassination of Jesse James by the Coward Robert Ford) er en moderne westernfilm fra 2007, baseret på Ron Hansens roman fra 1983 af samme navn. Filmen er skrevet og instrueret af Andrew Dominik og har Brad Pitt og Casey Affleck i hovedrollerne. 

## Handling
Tekst mangler, hjælp os med at skrive teksten